# Unilever
Unilever је британска мултинационална компанија робе широке потрошње основана 2. септембра 1929. након спајања британског произвођача сапуна Lever Brothers и холандског произвођача маргарина Margarine Unie. Седиште је у Лондону.
Unilever производи укључују храну за бебе, козметичке производе, флаширану воду, житарице за доручак, средства за чишћење, зачине, енергетска пића, производе за здравствену негу и хигијену, сладолед, инстант кафу, храну за кућне љубимце, фармацеутске производе, безалкохолна пића, чај и пасте за зубе. Највећи је произвођач сапуна на свету, а његови производи доступни су у преко 190 земаља.